# Vitry-en-Perthois
Vitry-en-Perthois település Franciaországban, Marne megyében. Lakosainak száma 851 fő (2022. január 1.). Vitry-en-Perthois Blacy, Couvrot, Loisy-sur-Marne, Marolles, Merlaut, Plichancourt, Reims-la-Brûlée, Saint-Quentin-les-Marais és Vitry-le-François községekkel határos.

## Népesség
A település népessége az elmúlt években az alábbi módon változott:
| Lakosok száma | 688  | 920  | 867  | 789  | 885  | 860  | 828  | 830  | 826  | 851  |
|               | 1968 | 1982 | 1990 | 2006 | 2013 | 2015 | 2017 | 2019 | 2020 | 2022 |